# Puchar Narodów Pacyfiku 2008
Puchar Narodów Pacyfiku 2008 – trzecia edycja corocznego turnieju organizowanego pod auspicjami IRB dla drużyn z regionu Pacyfiku. Turniej odbył się pomiędzy 7 czerwca a 6 lipca 2008 roku i wzięło w nim udział sześć reprezentacji.

## Informacje ogólne
Sześć uczestniczących zespołów rywalizowało systemem kołowym, a mecze zostały rozegrane we wszystkich sześciu państwach. Zwycięzca meczu zyskiwał cztery punkty, za remis przysługiwały dwa punkty, porażka nie była punktowana, a zdobycie przynajmniej czterech przyłożeń lub przegrana nie więcej niż siedmioma punktami premiowana była natomiast punktem bonusowym. Sędziowie zawodów.
W turnieju niepokonany okazał się zespół New Zealand Māori, który w tej edycji zastąpił Junior All Blacks. Najwięcej punktów zdobył reprezentant Japonii James Arlidge, zaś w kategorii przyłożeń z sześcioma zwyciężył Australijczyk Stephen Hoiles.

## Mecze

### Tydzień 1
| 7 czerwca 200814:05 | Fidżi                                                                  | 34:17 | Samoa                                               | Churchill Park, Lautoka Widzów: 8500 Sędzia: Keith Brown |
| 7 czerwca 200814:05 | Nagusa 10 (2P) Maravunwasawasa 14 (P 3pd K) Rauluni 5 (P) Rawaqa 5 (P) | 34:17 | Sititi 5 (P) Faafili 5 (P) Lemi 5 (P) Sasulu 2 (pd) | Churchill Park, Lautoka Widzów: 8500 Sędzia: Keith Brown |

| 7 czerwca 200816:35 | New Zealand Māori                           | 20:9 | Tonga           | North Harbour Stadium, Auckland Sędzia: Paul Marks |
| 7 czerwca 200816:35 | Ellison 5 (P) Bruce 10 (2pd 2K) Weepu 5 (P) | 20:9 | Apikotoa 9 (3K) | North Harbour Stadium, Auckland Sędzia: Paul Marks |
| 7 czerwca 200816:35 | Tu'ipulotu · Taione                         | 20:9 |                 | North Harbour Stadium, Auckland Sędzia: Paul Marks |

| 8 czerwca 200814:00 | Japonia                                 | 21:42 | Australia A                                                                         | Level-5 Stadium, Fukuoka Sędzia: Willie Roos |
| 8 czerwca 200814:00 | Arlidge 11 (pd dg 2K) Taniguchi 10 (2P) | 21:42 | Turinui 5 (P) Gerrard 17 (P 6pd) Kimlin 10 (2P) Humphries 5 (P) Norton-Knight 5 (P) | Level-5 Stadium, Fukuoka Sędzia: Willie Roos |
| 8 czerwca 200814:00 | Shepherdson · Salvi                     | 21:42 |                                                                                     | Level-5 Stadium, Fukuoka Sędzia: Willie Roos |

### Tydzień 2
| 14 czerwca 200815:05 | Fidżi                                   | 7:11 | New Zealand Māori                     | Churchill Park, Lautoka Sędzia: Matt Goddard |
| 14 czerwca 200815:05 | Maravunwasawasa 2 (pd) Naqelevuki 5 (P) | 7:11 | Ellison 3 (K) Bruce 3 (K) Eaton 5 (P) | Churchill Park, Lautoka Sędzia: Matt Goddard |

| 14 czerwca 200815:05 | Samoa                                               | 15:20 | Australia A                                                | Apia Park, Apia Sędzia: Keith Brown |
| 14 czerwca 200815:05 | Sasulu 3 (K) Tafunai 5 (P) Salanoa 5 (P) Mai 2 (pd) | 15:20 | Turinui 5 (P) Gerrard 5 (pd K) Tahu 5 (P) Carraro 5 (pd K) | Apia Park, Apia Sędzia: Keith Brown |
| 14 czerwca 200815:05 | Hardman                                             | 15:20 |                                                            | Apia Park, Apia Sędzia: Keith Brown |

| 15 czerwca 200814:05 | Japonia                                                              | 35:13 | Tonga                         | Yurtec Stadium Sendai, Sendai Widzów: 6304 Sędzia: Willie Roos |
| 15 czerwca 200814:05 | Onozawa 5 (P) Kikutani 5 (P) Arlidge 15 (5K) Webb 5 (P) Robins 5 (P) | 35:13 | Hola 8 (pd 2K) Filipine 5 (P) | Yurtec Stadium Sendai, Sendai Widzów: 6304 Sędzia: Willie Roos |

### Tydzień 3
| 21 czerwca 200816:35 | New Zealand Māori              | 17:6 | Samoa           | Waikato Stadium, Hamilton Sędzia: Ian Smith |
| 21 czerwca 200816:35 | Bruce 12 (P 2pd K) Weepu 5 (P) | 17:6 | Williams 6 (2K) | Waikato Stadium, Hamilton Sędzia: Ian Smith |
| 21 czerwca 200816:35 | Slade · Tuilagi                | 17:6 |                 | Waikato Stadium, Hamilton Sędzia: Ian Smith |

| 22 czerwca 200814:05 | Australia A | 90:7 | Tonga                    | North Sydney Oval, Sydney Sędzia: Paul Honiss |
| 22 czerwca 200814:05 | Turinui 5 (P) Norton-Knight 14 (2P 2pd) Tahu 5 (P) Carraro 8 (4pd) Ioane 10 (2P) Hoiles 20 (4P) Sheehan 2 (pd) Mitchell 10 (2P) Phibbs 5 (P) Halangahu 6 (3pd) Turner 5 (P) | 90:7 | Lilo 2 (pd) Ma'asi 5 (P) | North Sydney Oval, Sydney Sędzia: Paul Honiss |

| 22 czerwca 200814:10 | Japonia         | 12:24 | Fidżi                                                      | Stadion Olimpijski, Tokio Widzów: 10 994 Sędzia: Kelvin Deaker |
| 22 czerwca 200814:10 | Arlidge 12 (4K) | 12:24 | Maravunwasawasa 14 (P 3pd K) Goneva 5 (P) Naqelevuki 5 (P) | Stadion Olimpijski, Tokio Widzów: 10 994 Sędzia: Kelvin Deaker |

### Tydzień 4
| 28 czerwca 200813:35 | Tonga                   | 15:20 | Samoa                                     | Teufaiva Sport Stadium, Nukuʻalofa Widzów: 4000 Sędzia: Ian Smith |
| 28 czerwca 200813:35 | Lilo 6 (2K) Hola 9 (3K) | 15:20 | Williams 10 (2pd 2K) Lemi 5 (P) Mai 5 (P) | Teufaiva Sport Stadium, Nukuʻalofa Widzów: 4000 Sędzia: Ian Smith |

| 28 czerwca 200814:35 | New Zealand Māori                                                                         | 65:22 | Japonia                                                     | McLean Park, Napier Sędzia: Carlo Damasco |
| 28 czerwca 200814:35 | Gear 15 (3P) Ellison 5 (P) Bruce 25 (2P 6pd K) Lawrence 10 (2P) Sweeney 5 (P) Kawau 5 (P) | 65:22 | Arlidge 7 (2pd K) Robins 5 (P) Loamanu 5 (P) Thompson 5 (P) | McLean Park, Napier Sędzia: Carlo Damasco |

| 29 czerwca 200814:05 | Australia A                                                                                           | 50:13 | Fidżi                                           | Ballymore Stadium, Brisbane Sędzia: Jonathon White |
| 29 czerwca 200814:05 | Turinui 5 (P) Ioane 5 (P) Hoiles 5 (P) Mitchell 5 (P) Halangahu 15 (6pd K) Turner 10 (2P) Lucas 5 (P) | 50:13 | Maravunwasawasa 3 (K) Dewes 5 (P) Ratuvou 5 (P) | Ballymore Stadium, Brisbane Sędzia: Jonathon White |
| 29 czerwca 200814:05 | Rawaqa                                                                                                | 50:13 |                                                 | Ballymore Stadium, Brisbane Sędzia: Jonathon White |

### Tydzień 5
| 5 lipca 200812:10 | Tonga                                                                                          | 27:16 | Fidżi                                   | Teufaiva Sport Stadium, Nukuʻalofa Widzów: 8000 Sędzia: Carlo Damasco |
| 5 lipca 200812:10 | Lilo 3 (K) Hola 2 (pd) Apikotoa 2 (pd) Taukafa 5 (P) Kiole 5 (P) Langilangi 5 (P) Taione 5 (P) | 27:16 | Maravunwasawasa 11 (pd 3K) Radidi 5 (P) | Teufaiva Sport Stadium, Nukuʻalofa Widzów: 8000 Sędzia: Carlo Damasco |

| 5 lipca 200815:05 | Samoa                                                                                  | 37:31 | Japonia                                                                 | Apia Park, Apia Widzów: 15 500 Sędzia: Steve Walsh |
| 5 lipca 200815:05 | Williams 12 (3pd 2K) Sititi 5 (P) Tafunai 5 (P) Tea 5 (P) Tuilagi 5 (P) Johnston 5 (P) | 37:31 | Onozawa 5 (P) Kikutani 5 (P) Arlidge 11 (4pd K) Webb 5 (P) Holani 5 (P) | Apia Park, Apia Widzów: 15 500 Sędzia: Steve Walsh |

| 6 lipca 200814:05 | Australia A                                  | 18:21 | New Zealand Māori                                      | Aussie Stadium, Sydney Sędzia: James Bolabiu |
| 6 lipca 200814:05 | Gerrard 6 (2K) Tahu 10 (2P) Halangahu 2 (pd) | 18:21 | Weepu 6 (3pd) Latimer 5 (P) Messam 5 (P) Waldrom 5 (P) | Aussie Stadium, Sydney Sędzia: James Bolabiu |